# Meteorus cameroni
Meteorus cameroni är en stekelart som beskrevs av Roy D. Shenefelt 1969. Meteorus cameroni ingår i släktet Meteorus och familjen bracksteklar. Inga underarter finns listade i Catalogue of Life.